# Aha (genre)
Genre
Aha est un genre australien de guêpes de la famille des Crabronidae.

## Liste des espèces
Selon GBIF (19 août 2024) :
- Aha evansi Menke, 1977
- Aha ha Menke, 1977 - espèce type[2]

## Classification
Le nom valide complet (avec auteur) de ce taxon est Aha Menke (d), 1977,.

### Étymologie
Le nom générique, Aha, est une combinaison arbitraire choisie pour sa brièveté. Il est considéré comme étant du genre grammatical féminin.
La légende veut que son épithète spécifique, ha, ait été choisie en 1977 par l'entomologiste américain Arnold S. Menke (d) comme une plaisanterie. Menke a décrit comment, quand il a reçu un paquet d'un collègue contenant des spécimens d'insectes, il s'exclama « Aha ! Un nouveau genre ». Et que Eric Grissell (d) lui répondit « Ha ? », avec un doute dans la voix. Le nom a aussi été utilisé sur la plaque d'immatriculation de la voiture de Menke.

### Publication originale
- (en) A. S. Menke, « Aha, a new genus of Australian Sphecidae, and a revised key to the world genera of the tribe Miscophini (Hymenoptera, Larrinae) », Bulletin Entomologique de Pologne, De Gruyter Open (d) et inconnu, vol. 47,‎ 30 novembre 1977, p. 671-681 (ISSN 0032-3780 et 2299-9884, OCLC 1641554, lire en ligne).